# František Příbrský
František Příbrský (1988 Ústí nad Labem) je český ochránce přírody, terénní zoolog, dokumentarista a vedoucí oddělení in situ ochrany přírody Zoo Ostrava, externí poradce Zoo Ústí nad Labem a spoluzakladatel záchranného programu The Kukang Rescue Program (Záchranný program Kukang), jehož záměrem je redukce ilegálního obchodu se zvířaty a ochrana outloňů v Indonésii na ostrově Sumatra. Je  autorem námětu a průvodcem dokumentárního seriálu Na chvíli na zemi (2025).

## Život

### Dětství a studium
František Příbrský se narodil v Ústí nad Labem, kde také vyrůstal. V dětství hrál basketbal za BK Ústí nad Labem, chodil do sportovní třídy a následně vystudoval střední průmyslovou školu. Na tamní Univerzitě Jana Evangelisty Purkyně vystudoval v bakalářskému stupni studia aplikovanou informatiku. Poté na magisterském stupni pokračoval na Českou zemědělskou univerzitu v Praze, kde vystudoval obor Zájmové chovy zvířat (dokončení 2014).
V roce 2013 se při psaní diplomové práce rozhodl věnovat problematice ilegálního obchodu se zvířaty. Jako dobrovolník projektu zaměřeného na ochranu pěvců sojkovců dvoubarvých, který v tu dobu právě zakládala Zoo Liberec, dostal příležitost vyjet na Sumatru. Nakonec v Indonésii navštívil trhy na ostrovech Sumatra, Borneo a Jáva, kde všude mohl pozorovat nelegální obchod se zvířaty. Na trzích objevil velké množství outloňů, kteří se prodávali jako domácí mazlíčci, a to přesto, že se jednalo o chráněná zvířata. Příbrský zjistil, že jedním z klíčových důvodů, proč úředníci obchodníkům a pytlákům outloně nezabavovali, byl fakt, že na Sumatře neexistovalo žádné zařízení, kam by se zvířata dala po zabavení umístit.

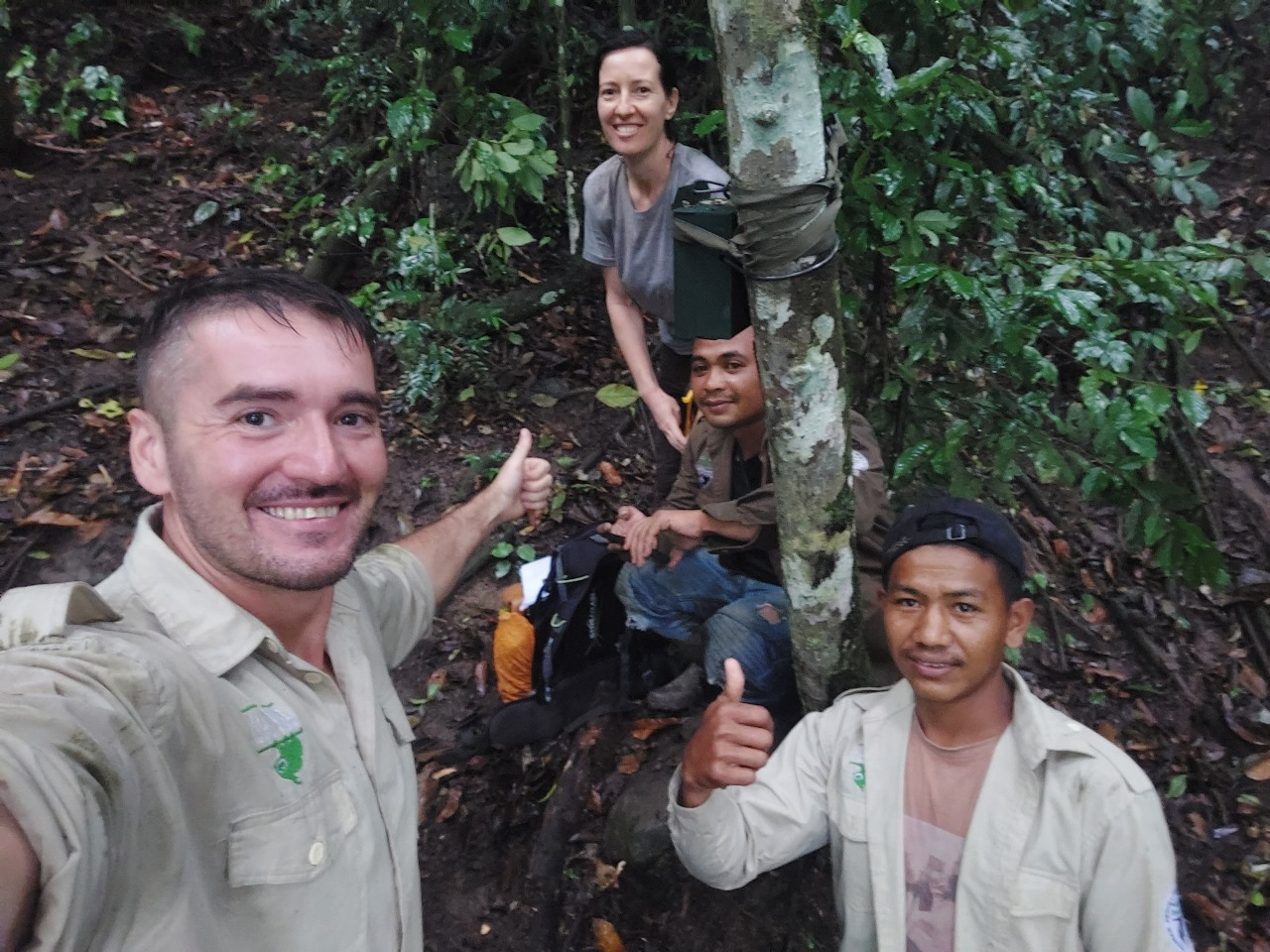
František Příbrský při terénní práci v roce 2024

František Příbrský a Lucie Čižmářová při kontrole outloně v roce 2023

### Ochranářské aktivity
Po ukončení studií byl Příbrský zaměstnán zoologickou zahradou v Ostravě jako terénní zoolog. Díky této institucionální podpoře se mohl dále problému v Indonésii věnovat a s Lucií Čižmářovou spoluzaložil organizaci The Kukang Rescue Program na ochranu outloňů, jejíž je ředitelem. V Zoo Ostrava se také stal koordinátorem záchranných projektů a následně od roku 2024 vedoucím oddělení in situ ochrany přírody.
Přímo v Indonésii spoluzaložil a vede nadaci nazvanou Yayasan Peduli Kelestarian Satwa Liar (tj. Nadace na zachování divokých zvířat), která zaštiťuje většinu ochranářských aktivit Záchranného programu Kukang. Vedle přímé ochrany divokých zvířat na Sumatře také spoluzaložil a spoluvede evropskou edukační kampaň Ukradená divočina, zaměřující se na problematiku ilegálního obchodu s divokými zvířaty a částmi jejich těl v Evropě, především pak v Česku.
Je autorem námětu a průvodcem ochranářského dokumentárního seriálu o novodobé roli zoologických zahrad v ochraně přírody nazvaný „Na chvíli na Zemi: Zoo moderní ochránce zvířat“, který se natáčel v šesti zemích.
Je členem skupiny odborníků pro poloopice tzv. Prosimian TAG v rámci Evropské asociace zoologických zahrad a akvárií (EAZA), kde působí na pozici poradce pro outloňovité a jejich ochranu v jihovýchodní Asii a také na pozici zástupce koordinátora pro chov outloňů malých (EEP).
Je jedním z hlavních účinkujících v časosběrném dokumentárním filmu The Kukang Movie: Příběh o outloních a lidech uvedeného v roce 2023.
„Když něco opravdu chceme, téměř nic nás nedokáže zastavit. Já chci svět, za který se nemusím stydět, a kde si lidé váží zvířat jako živých bytostí. Postavím se proti každému, kdo zvířata ilegálně loví, prodává i kupuje. Tu trochu času, kterou na tomto světě mám, budu věnovat tomu, aby divočina ukradena nebyla.“
František Příbrský

## Publikace
František Příbrský mj. napsal kapitolu o nelegálním obchodu se zvířaty na Sumatře a o záchranném programu Kukang v odborné knize „Evolution, Ecology and Conservation of Lorises and Pottos“ (Evoluce, ekologie a ochrana loriů, outloňů a potů) vydané prestižním nakladatelstvím Cambridge University Press.